# Włodzienin
Włodzienin là một ngôi làng của Ba Lan thuộc gmina Branice, huyện Głubczycki, tỉnh Opolskie (gmina là đơn vị hành chính tương đương cấp xã). Ngôi làng nằm trên cao nguyên Głubczycki dưới chân dãy núi Opawskie về phía đông nam.
Ngôi làng nằm trong Khu rừng Prudnik.

## Tên ngôi làng
Tên của ngôi làng ghép bởi hai từ "vlad-" (cai trị) và "-slav" (danh vọng) và được hiểu là "người cai trị danh vọng". Nhà ngôn ngữ học người Đức Heinrich Adamy trong bản danh sách các địa danh ở Śląsk xuất bản năm 1888 tại Wrocław, ông có nhắc đến cái tên lâu đời nhất được ghi chép lại của làng Wladzenin, với ý nghĩa của nó là "Dorf des Wladislaw" (làng Władysława của Ba Lan).
Trong danh sách các thị trấn ở Śląsk của Johann Knie xuất bản năm 1830 tại Wrocław, thị trấn xuất hiện dưới cả tên tiếng Ba Lan là Wladzenin và tên tiếng Đức là Bladen. Ngày 12 tháng 11 năm 1946, cái tên "Włodzienin" chính thức có giá trị về mặt hành chính.

## Lịch sử
Trong lịch sử, làng nằm ở vùng Moravia của Ba Lan khu vực thuộc giáo phận Olomouc cũ. Sau Chiến tranh Śląsk, ngôi làng nó nằm trên biên giới với Vương quốc Phổ.
Trong cuộc bầu cử ở Thượng Śląsk, 1306 người có quyền tham gia bỏ phiếu, trong đó: 891 người (68,2%) là cư dân (bao gồm 882 (67,5%) tổng số cư dân sinh sống trong làng). Kết quả 1290 phiếu bầu hợp lệ (98,8%) trong đó: 1.285 người (khoảng 99,6%) đã bỏ phiếu cho Đức, và 5 người (khoảng 0,4%) cho Ba Lan.
Trong những năm 1945–1954, đây là địa phận của xã Włodziin. Trong những năm 1975–1998, về mặt hành chính, làng thuộc tỉnh Opole.

## Di tích

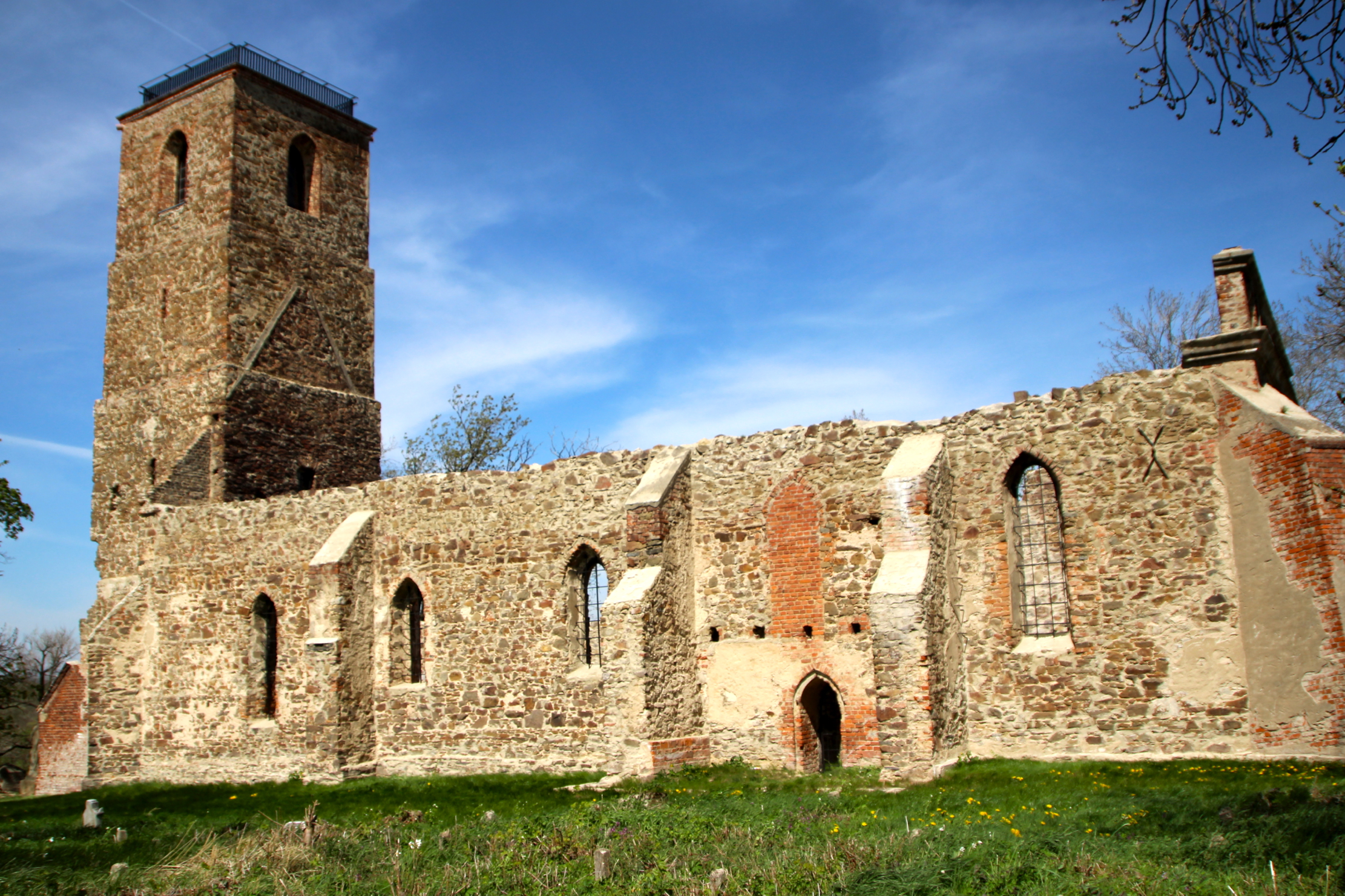
Tàn tích của nhà thờ nghĩa trang

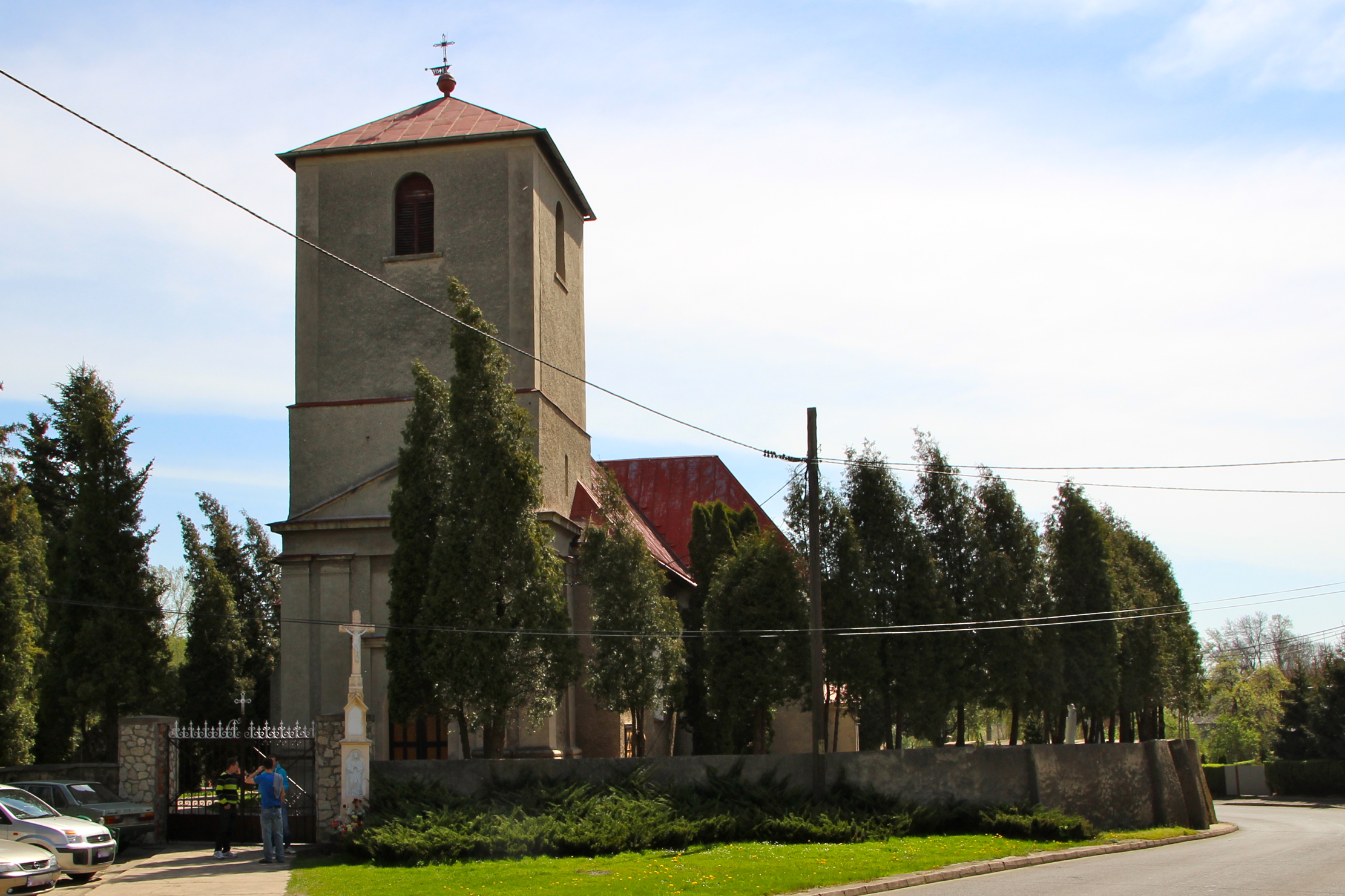
Nhà thờ Ba Ngôi

Nhà thờ Ba Ngôi khởi công xây dựng năm 1530, mở rộng không gian vào năm 1903. Năm 1945 nhà thờ bị phá hủy hoàn toàn. Ngày 12 tháng 6 năm 1955, trên tàn tích còn sót lại, Fr.N.Felsmann đã hoàn thành việc tái xây dựng nơi đây bằng nỗ lực của mình.
Trong khu vực giáo xứ từng có một nhà thờ lâu đài mang tên St.Nicholas cho đến khi bị phá huỷ hoàn toàn vào năm 1945. Nơi đây cũng là điểm đến của nhiều cuộc hành hương.
Theo Viện Di sản Quốc gia, danh sách các di tích quốc gia bao gồm:
- tàn tích của lâu đài nhà thờ Thánh Nicholas, từ thế kỷ 15-16 và 19.
- nhà số 153, từ giữa thế kỉ 19